# Poeciliopsis pleurospilus
Poeciliopsis pleurospilus är en fiskart som först beskrevs av Günther, 1866.  Poeciliopsis pleurospilus ingår i släktet Poeciliopsis och familjen Poeciliidae. Inga underarter finns listade i Catalogue of Life.